# Tàngara arlequinada de Jamaica
La tàngara arlequinada de Jamaica (Spindalis nigricephala) és un ocell de la família dels espindàlids (Spindalidae).

## Hàbitat i distribució
Habita zones de bosc i vegetació secundària de Jamaica.